# Árbol de la vida (cábala)

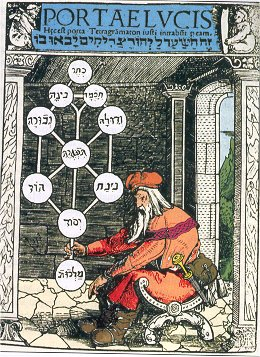
El Árbol de la vida. Cada círculo representa una de las diez sefirot

El árbol de la vida es uno de los símbolos cabalísticos más importantes del judaísmo.
Está compuesto por 10 esferas (sefirot, en plural; sefirá, en singular) conectadas entre sí mediante 22 senderos, donde cada una de ellas representa un estado que acerca a la comprensión de Dios y a la manera en que él creó el mundo. 
La cábala desarrolló este concepto como un modelo realista que representa un «mapa» de la Creación. 
Se le considera la cosmología de la cábala.
Algunos creen que este «Árbol de la vida» de la cábala corresponde al Árbol de la vida mencionado en la Biblia (Génesis 2, 9).
Este concepto metafísico más tarde fue adoptado por algunos cristianos, hermetistas y aún paganos.

## Orígenes
El Árbol de la vida se representa en el conocido árbol sefirótico, el cual se compone de diez emanaciones espirituales por parte de Dios, a través de las cuales dio origen a todo lo existente. Estas diez emanaciones (llamadas cada una de manera individual sefirá y, en conjunto, sefirot) se intercomunican a través de 22 senderos, cada uno ligado a cada una de las 22 letras del alfabeto hebreo. Por lo tanto se cree que del estudio del alfabeto hebreo desciende el conocimiento posterior de la cábala y, por lo tanto, la Iluminación. Es posible apreciar el detalle del desarrollo de este árbol, en los libros cabalísticos como el Sefer Yetzirá. Se trata de un compendio muy profundo que requiere instrucción adecuada y una guía erudita.
El diagrama del Árbol de la Vida se compone de:
- 4 mundos,
- 10 centros de energía (o números llamados Sefirot),
- 3 velos de existencia negativa no manifiesta,
- 3 pilares y 22 caminos,

Que en conjunto forman los 32 caminos de la Sabiduría (estos 32 caminos corresponden a los diez Sefirot y los veintidós caminos).

## Las 10 sefirot
Las sefirot se describen como los canales de la fuerza divina y creadora de la vida, a través de los cuales la esencia divina se revela a la humanidad.
1. Kéter (La Corona. Providencia equilibrante, La Voluntad). O el vació en nuestro ser por el que entra la luz/información desde el infinito.
2. Jojmá (La Sabiduría). O la intuición.
3. Biná (La Inteligencia siempre Activa). O el discernimiento racional.
4. Jésed (La Misericordia. La Grandeza). O el dar a los demás.
5. Gevurá (La Justicia. La Fuerza). O poner límites con tenacidad (a los demás y a mí mismo).
6. Tiféret (La Belleza. Piedra angular de la Estabilidad o Armonía). O la autoestima y el cuidado propio.
7. Netsaj (La Victoria de la Vida sobre la Muerte). O el lenguaje artístico-emocional.
8. Hod (La Eternidad del Ser. Gloria). O el lenguaje estructurado (conceptual)
9. Yesod (El Fundamento. La Generación). O la relación con los demás, tanto erótico-sexual como fraterna.
10. Maljut (El Reino. Principio de las Formas). O nuestra percepción y relación con el mundo material.

## Los 22 senderos o caminos del árbol
Cada sendero corresponde a una letra del alfabeto hebreo, con su orden alfabético respectivo.

## Diagrama de lassefirot

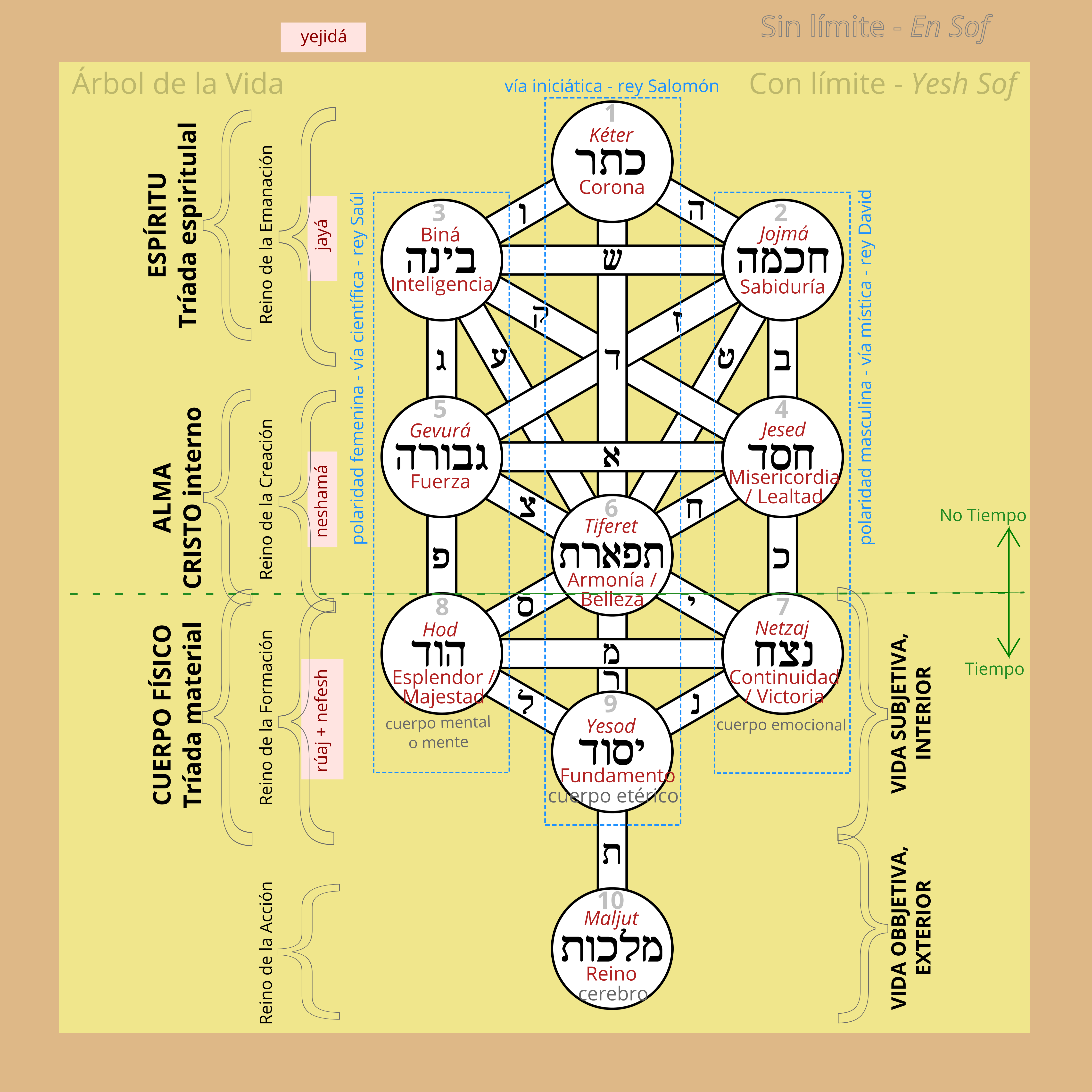
Árbol de la vida con las 10 sefirot, los 22 senderos y las relaciones con los cuatro reinos y nuestra naturaleza humana.

Los nombres simbólicos y tradicionales atribuidos a cada sefirá (singular de sefirot) cubren todas las modalidades de todos los atributos. Por ejemplo, el primer sefirá, Kéter, representa el punto luminoso primordial del Zimzum. El Zimzum es el nombre dado al origen del universo a partir de una explosión cósmica debido a una contracción de Dios sobre sí mismo, y posterior expansión infinita de él. Esta idea es asimilable a la idea científica del Big Bang. De esta manera aparece por primera vez la noción de infinito como opuesta a la experiencia de lo finito.
La raíz del árbol es Kéter y desde él se derivan dos principios complementarios: Jojmá (la Sabiduría) y Biná (la Inteligencia). El primero es masculino, mientras que el segundo es femenino; Jojmá es el padre, es decir, el origen primordial sin el cual no habría comienzo,  y Biná es la madre. Ambos sefirot suponen el equilibrio de una balanza, en donde el centro de dicha balanza es el sefirá Keter. Así, los tres sefirot conforman una trinidad denominada Arik Anpin (Gran Rostro). Pese a ser sefirot diferentes, la realidad es que ninguno de los tres podrá separarse nunca, por lo que eternamente irán unidos los unos a los otros, conformando el triángulo supremo o triángulo de los arquetipos, pues en él todo es inmaterial, pura fuerza sin forma ni materia.
Cuando se habla esotéricamente de masculino y de femenino, se está hablando de los dos principios fundamentales del cosmos: el uno activo, masculino y positivo, espíritu y energía; y el otro femenino, pasivo y negativo, materia y sustancia. Las connotaciones de valor de las palabras positivo y negativo no son las del lenguaje común. No hay jerarquía entre ellas.
Los siguientes 6 sefirot (Jésed, Gevurá, Tiferet, Yesod, Hod y Netsáj) constituyen lo que se denomina el Zeir Anpin (Pequeño Rostro). Entre el Gran Rostro y el Pequeño Rostro existe un tremendo precipicio o fosa llamada el «abismo». Dentro de este abismo existe un sefirá invisible muy especial: Daat, es decir, la conciencia. Se trata de la primera vez que el Kéter se muestra bajo una forma no material pero si energética, llena de fuerza. Para entenderlo, podemos decir que Kéter es la «conciencia divina», mientras que Daat es «el yo» superior del hombre.
Los sefirot pueden organizarse en pilares. De esta manera el pilar de la derecha (Jojmá, Jesed y Netsáj) representa el pilar de la misericordia y el amor; se trata del espíritu masculino y activo. Se cree que la cábala judía influyó en el origen del tarot. Por otro lado está el pilar izquierdo (con los sefirot Biná, Gevurá y Hod), es decir, el pilar del juicio o rigor. En este pilar se encuentra la concentración. Es espíritu femenino, material y pasivo. Por lógica, en el centro se encuentra el pilar central o del equilibrio, siendo Kéter el basal, y luego vienen los otros tres sefirot restantes (Tiferet, Yesod y Malkut). Este pilar central conforma los atributos divinos más absolutos y el yo superior al hombre o conciencia, ubicado en el abismo cabalístico.

## Textos cabalísticos
Los textos más tempranos que describen el árbol de vida son el Séfer ha-Bahir, el Séfer Ietzirá, el Séfer Raziel HaMalaj y el Zohar (probablemente el más influyente). Este último describe el Árbol de la Vida como una especie de diagrama (aunque no necesariamente físico) que tiene 10 sefirot y 22 senderos que interconectan varios sefirot. Cada sefirá y sendero tiene una característica diferente, un número diferente, la carta, el rasgo físico, el planeta, etc. Hay mucho desacuerdo acerca de los atributos que cada sefirá, y cada sendero poseen.

## Influencias

### En el gnosticismo
El sefirot del Árbol de la Vida posee muchas semejanzas con el concepto gnóstico cristiano del pléroma, emanaciones que autoprovienen del inefable Padre Divino y que ofrecen el mejor medio posible de describir a Dios. Cada emanación en el pléroma es nacida de una emanación anterior a esta, más compleja. De estas dos alegorías, la más notable es la del sefirá final en el árbol, Maljut, y la última emanación en el pléroma, Sofía, cuya caída de la gracia causó el mundo físico.

### En la literatura
En el primer libro de la trilogía Ami, Ami, el niño de las estrellas, se hace referencia al árbol de la vida y a sus doce frutos, de los cuales se mencionan seis: Agradecimiento, Verdad, Libertad, Justicia, Sabiduría y Belleza y se insta al protagonista, llamado Pedro, a descubrir por sus propios medios los otros seis.
También se menciona en el libro El péndulo de Foucault de Umberto Eco y es el tema principal del mismo; otra referencia literaria puede encontrarse en El arco iris de gravedad de Thomas Pynchon donde se relaciona la cuenta atrás previa al lanzamiento del cohete "00000" con los diez sefirots.

### En la televisión
Encontramos dicho esquema en repetidas ocasiones en la serie de animación japonesa Neon Genesis Evangelion. Además se observa como parte de la Puerta de la Verdad en el anime Fullmetal Alchemist: Brotherhood. También dentro del género anime se puede mencionar Black Clover, donde se introduce el esquema del árbol de la vida en el desarrollo de la obra.
También se encuentra de forma no tan clara, pero usado como referencia y apoyo, en el anime Date A Live.
De igual manera, los 10 sefirot son representados en el arquetipo «Timelord», monstruos usados por Z-ONE, villano principal de la serie Yu-Gi-Oh! 5D's.
En Digimon Frontier se presenta la forma bestia de uno de los diez guerreros legendarios Sephirotmon del metal, cuyo aspecto y nombre hace referencia al Sefirot.

### En otros medios de comunicación
En el juego de cartas coleccionables Yu-Gi-Oh! se hace referencia a los diez sefirot en el arquetipo (grupo de cartas) Sefirá (Zefra en América y Europa). Asimismo, en la saga del juego de rol de terror Kult podemos encontrar a los diez sefirot, siendo llamados aquí arcontes descendientes del Demiurgo, entidad creadora del Mundo.
En los videojuegos Lobotomy Corporation y Library of Ruina los personajes principales representan a las sefirot, tanto en nombre como en personalidad, en ambos juegos tienen su propio deparmento físico o piso de la librería, los cuales conforman la Instalación X-394 (en sentido inverso, estando Maljut/Malkuth arriba) y la librería, que acaban teniendo forma de árbol de la vida.